# بنك أفغانستان الدولي
بنك أفغانستان الدولي (AIB) هو بنك تجاري محلي في أفغانستان، ويقع مقره الرئيسي في كابول. البنك لديه سبعة مكاتب فرعية في المدن الرئيسية في البلاد. لدى AIB مساهمون دوليون، مجموعتان تجاريتان أفغانيتان، مجموعة أعمال أفغانية / أمريكية واحدة. افتتح في عام 2004. إنه أكبر وأكبر بنك خاص في أفغانستان.
يعمل في المقام الأول كبنك تجاري بالجملة ويستهدف، من بين أمور أخرى، المنظمات متعددة الأطراف، وكيانات الأمم المتحدة، والمنظمات غير الحكومية، والسفارات، والقوات العسكرية الأجنبية، والمؤسسات الحكومية الأفغانية، والشركات الأجنبية والمحلية، لتصبح عملائها.
يعمل البنك من دار بنك أفغانستان الدولي، والذي يقع في شهرإناو مدينة كابول. وللبنك فروعه في مزار الشريف وهرات وقندهار وجلال آباد وقندوز خمري هلمند نمروز ومدينة كابول.
يحتفظ بنك أفغانستان الدولي بالودائع بقيمة 790 مليون دولار - حوالي 20٪ من قاعدة الودائع في أفغانستان. وصفت صحيفة وول ستريت جورنال الشركة بأنها «واحدة من أكبر المقرضين في البلاد» (في أفغانستان).

## روابط خارجية
- الموقع الرسمي